# Mikroklimat

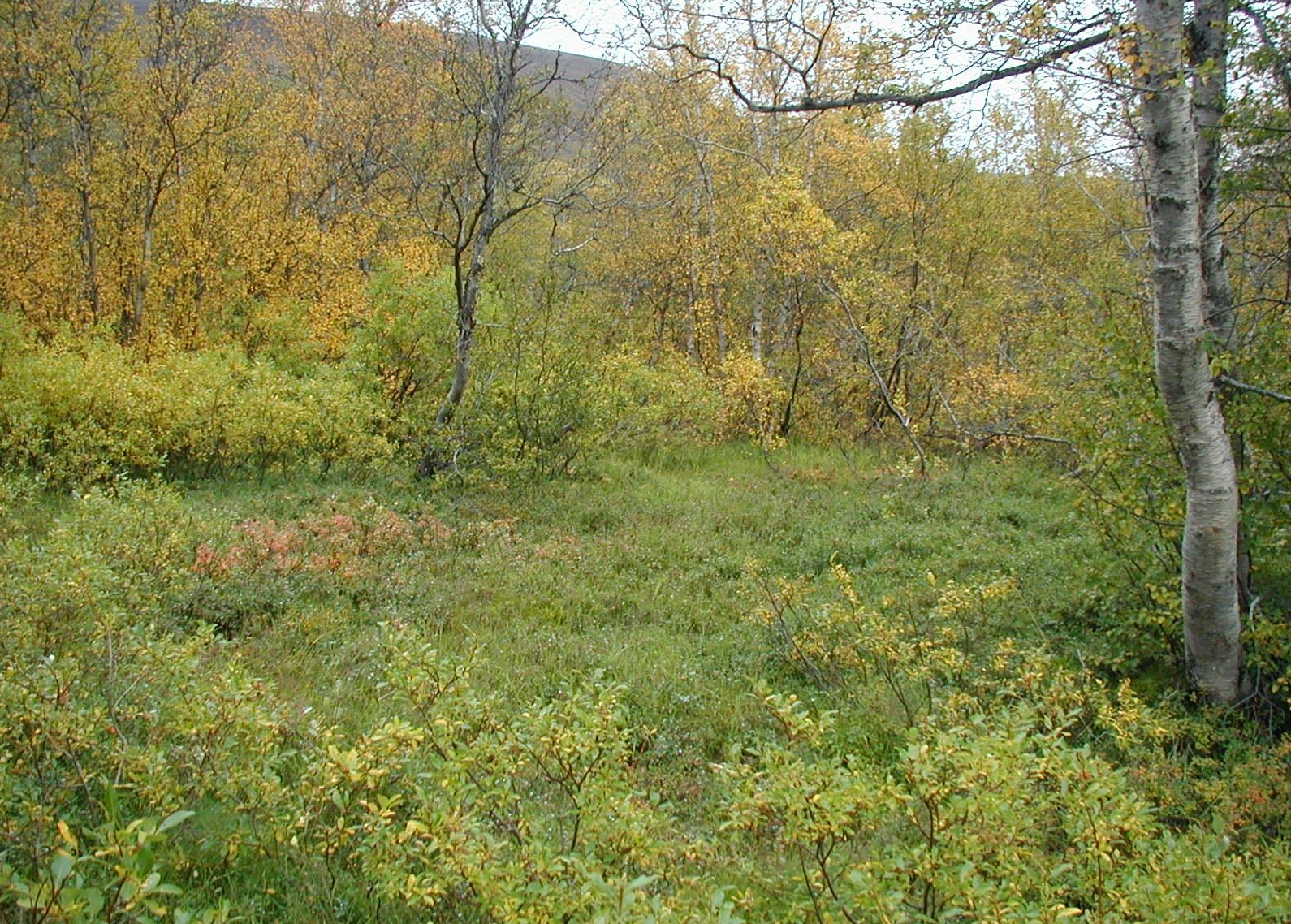
I skogar på Island bildar träden ett milt mikroklimat.

Med mikroklimat menas klimatet inom ett mycket begränsat område (ca 1 millimeter till meternivå), där mikroklimatet kan skilja sig radikalt från omgivningen. Skillnaderna kan bero på landskapets småskaliga utformning, markvattenhalten och vegetationens utformning, som båda ger upphov till variationer i strålningsbalans och frostlänthet.
Mikroklimatet har stor inverkan på både vegetationen och jordmånsprocesser. För att enskilda växtplantor ska kunna överleva, måste de klara det rådande mikroklimatet inklusive alla extremer.
Läran om mikroklimat kallas mikroklimatologi.

## Exempel på stora skillnader i mikroklimatet

### Träd
Trädstammar uppvisar ofta helt skilda mikroklimat på solsidan (där lavar ofta dominerar barkfloran) och på skuggsidan (där mossor oftare dominerar barkfloran). På solsidan blir klimatet betydligt mer extremt med betydligt större variationer i både temperatur och luftfuktighet. På skuggsidan blir mikroklimatet generellt sett både svalare och fuktigare än på solsidan.
Träd som skall till att blomma, kommer igång med den på sydsidan, något upptill i kronan. Blomningen avslutas i samma trädkrona, på nordsidan något nertill, ca 10 dagar senare för lönn.

### Markytan
Markytan får helt annat mikroklimat när den är beväxt, jämfört med när den är obeväxt. Vegetationen dämpar temperaturextremerna och höjer luftfuktigheten närmast markytan. En obeväxt markyta får vid soliga förhållanden mycket höga temperaturer. Under klara nätter blir temperaturen mycket låg på den obeväxta markytan. Speciellt stora extremer inträffar på torra jordar med låg värmekapacitet och låg värmeledningsförmåga. På fuktiga jordar bidrar markvattnet med sin höga värmekapacitet och goda värmeledningsförmåga. 
När markytan är beväxt, flyttas temperaturextremerna upp till den övre delen av vegetationstäcket, men extremerna blir inte lika kraftiga som på den obeväxta markytan.
Fortfarande blir dock mikroklimatet klart mer extremt än det allmänna klimatet som baseras på SYNOP-mätningar vid vanliga väderstationer (som måste följa en viss standard bestämt av World Meteorological Organization).

### Topografi
Topografin har också en betydande inverkan på mikroklimatet. Framförallt påverkas de lägsta temperaturerna av små topografiska skillnader. Lokala svackor i terrängen får oftare frost än omgivande högre mark. Detta beror på att kall luft har högre densitet än varm luft, varpå den kalla luften samlas i svackorna.